# الناتج العالمي الخام

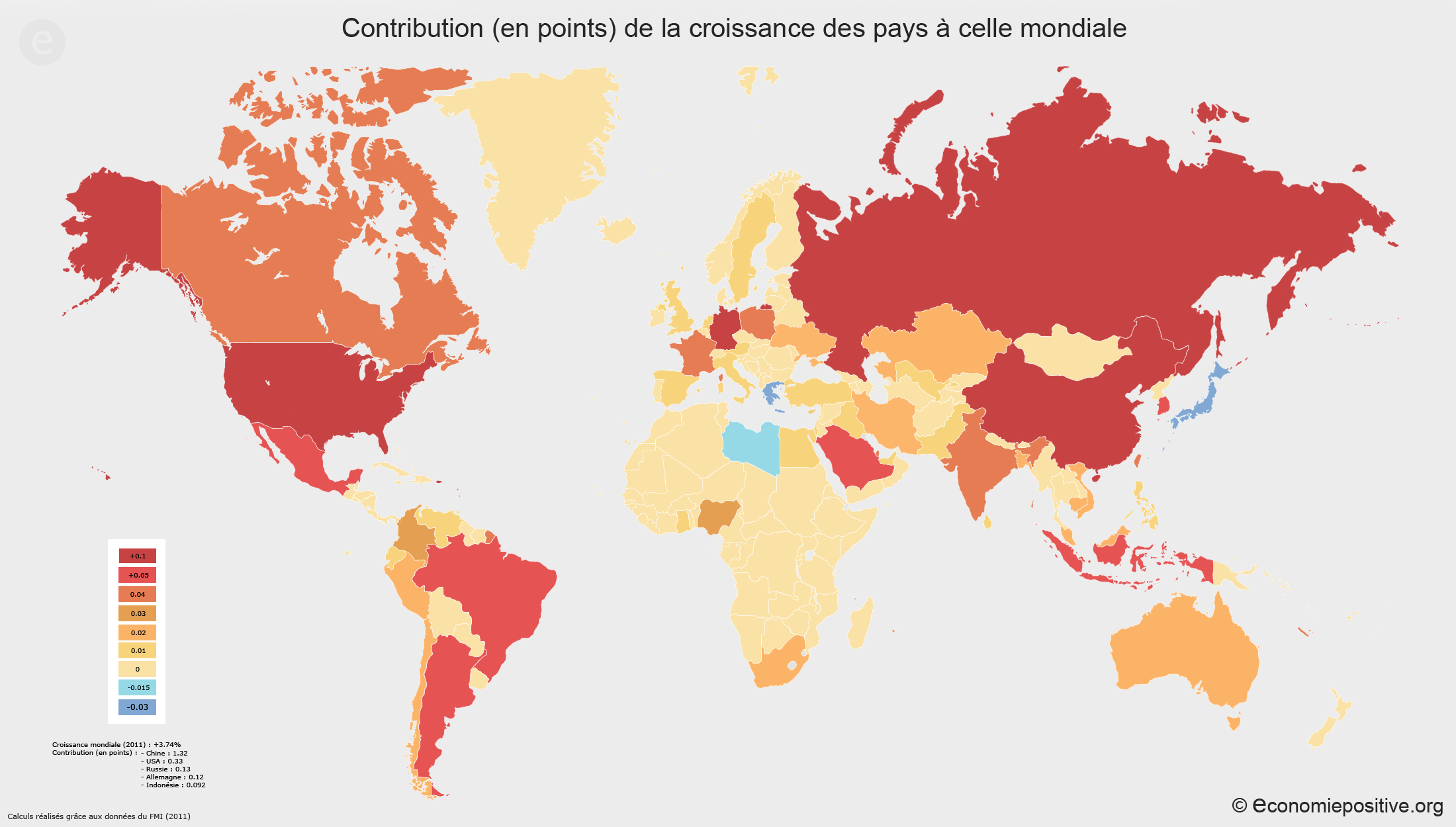

الناتج العالمي الخام (بالإنجليزية: Gross World Product واختصاره: GWP) هو مجموع الناتج المحلي الإجمالي لكل دول العالم،ويُعبَّر عنه عادةً بالدولار الأمريكي. يُستخدم هذا المؤشر لقياس حجم النشاط الاقتصادي العالمي بشكل إجمالي، ويُعكس في قيم السلع والخدمات النهائية المنتجة خلال فترة زمنية محددة، غالبًا سنة مالية واحدة.يُعد هذا المؤشر المقياس الأشمل للنشاط الاقتصادي العالمي، ويُعبَّر عنه عادةً بالدولار الأمريكي، إما حسب أسعار السوق الجارية أو من خلال تعادل القوة الشرائية (PPP).
يُستخدم GWP كمؤشر لقياس حجم الاقتصاد العالمي، كما يوفر أساسًا لمقارنة النمو الاقتصادي بين الفترات المختلفة، وتحليل توزيع الثروة، وقياس التأثيرات البيئية والإنمائية المرتبطة بالإنتاج والاستهلاك العالمي.

## القيمة والتطور التاريخي
شهد الناتج العالمي الخام نموًا مطّردًا منذ منتصف القرن العشرين، مدفوعًا بالثورات الصناعية، وزيادة التبادل التجاري، وتحولات سلاسل الإنتاج. ووفقًا لبرنامج الأمم المتحدة للبيئة، تضاعف الناتج العالمي الخام منذ عام 1950 بنحو سبعة أضعاف، ليصل إلى حوالي 46 تريليون دولار أمريكي في عام 2001، في حين زاد عدد سكان العالم من نحو 2.5 مليار إلى 6.2 مليار نسمة فقط خلال نفس الفترة.
في عام 2022، قدّر صندوق النقد الدولي قيمة الناتج العالمي الخام بأكثر من 104 تريليونات دولار أمريكي بالقيمة الاسمية، وهو رقم يعكس تعاظم دور الأسواق المالية، والاقتصاد الرقمي، والابتكار في الاقتصاد العالمي الحديث.

## أهمية الناتج العالمي الخام[6][7]
- مؤشر أداء اقتصادي كلي: يُعد GWP من أهم مؤشرات مراقبة النمو الاقتصادي العالمي وتحليل الاتجاهات الاقتصادية الكبرى.
- تحليل توزيع الثروة: يُستخدم في فهم هيكل الاقتصاد العالمي وتوزيع الثروة بين الدول والمناطق الجغرافية.
- التخطيط البيئي والإنمائي: تعتمد المنظمات الدولية عليه في تحليل العلاقة بين النمو الاقتصادي والتنمية المستدامة.

تشير تحليلات منتدى السياسات العالمية (Global Policy Forum) إلى أن أكبر 500 شركة متعددة الجنسيات تساهم بما يزيد عن نصف الناتج العالمي الخام (GWP)، ما يسلّط الضوء على التركّز الشديد في النشاط الاقتصادي العالمي. ويُظهر هذا التركّز كيف أصبحت الشركات الكبرى فاعلًا أساسيًا في تشكيل أنماط الإنتاج والتجارة الدولية، فضلاً عن تأثيرها المتزايد على آليات الحوكمة العالمية، بما في ذلك سياسات المنظمات الدولية كالأمم المتحدة ومنظمة التجارة العالمية.